# John Hollander
John Hollander (28 de octubre de 1929 - 17 de agosto de 2013) fue un poeta y crítico literario. En el momento de su muerte, era Profesor Sterling Emérito de Inglés en la Universidad de Yale, después de haber enseñado en el Connecticut College, el Hunter College y el Graduate Center, CUNY.

## Biografía
Nació en la ciudad de Nueva York, sus padres fueron Muriel (Kornfeld) y Franklin Hollander, unos inmigrantes judíos. Hollander asistió a Columbia College de la Universidad de Columbia, donde estudió con Mark Van Doren y Lionel Trilling, y se superpuso con Allen Ginsberg. Después de graduarse, se apoyó por algún tiempo escribiendo notas para álbumes de música clásica antes de volver a obtener un doctorado en la literatura.
Hollander residía en Woodbridge, Connecticut, donde se desempeñó como juez de varios concursos de recitación de la escuela secundaria, y dijo que le gustaba trabajar con los estudiantes en la poesía y la enseñanza. Hizo hincapié en la importancia de escuchar poemas en voz alta: "Un buen poema satisface el oído. Crea una historia o una imagen que te atrapa, que te informa y entretiene".

## Premios y honores
- 2006: Appointed Poet Laureate del Estado de Connecticut[6] (term ended in 2011)[5]
- 2006: Robert Fitzgerald Prosody Award
- 2002: Philolexian Award for Distinguished Literary Achievement
- 1990: MacArthur Fellowship
- 1983: Bollingen Prize por Powers of Thirteen.
- 1979: elegido miembro de la American Academy of Arts and Letters Departamento de Literatura
- 1958: Yale Series of Younger Poets para su primer libro de poemas, A Crackling of Thorns, elegido por W. H. Auden.

## Obras
- A Crackling of Thorns (1958) poemas
- The Untuning of the Sky (1961)
- The Wind and the Rain (1961) editor con Harold Bloom
- Movie-Going (1962) poemas
- Philomel (1964) "text cantata" para la composición del mismo nombre por el compositor estadounidense Milton Babbitt
- Visions from the Ramble (1965) poemas
- Jiggery-Pokery: A Compendium of Double Dactyls (1967) con Anthony Hecht
- Types of Shape (1969, 1991) poemas
- Images of Voice (1970) crítica
- The Night Mirror (1971) poemas
- Town and Country Matters (1972) poemas
- The Head of the Bed (1974) poemas
- Tales Told of the Fathers (1975) poemas
- Vision and Resonance (1975) crítica
- Reflections on Espionage (1976) poemas
- Spectral Emanations: New and Selected Poems (1978)
- Blue Wine (1979) poemas
- The Figure of Echo (1981) crítica
- Rhyme's Reason: A Guide to English Verse (1981, 1989, 2001) Manual de prosodia
- Powers of Thirteen (1983) poemas
- In Time and Place (1986) poemas
- Harp Lake (1988) poemas
- Melodious Guile: Fictive Pattern in Poetic Language (1988)
- Some Fugitives Take Cover (1988) poemas
- Tesserae and Other Poems (1993)
- Selected Poetry (1993)
- Animal Poems (1994) poemas
- The Gazer's Spirit: Poems Speaking to Silent Works of Art (1995) crítica
- The Work of Poetry (1997) criticism
- Figurehead and Other Poems (1999) poemas
- Picture Window (2003)
- The Oxford Anthology of English Literature, American Poetry: The Nineteenth Century, editor
- Poems Bewitched and Haunted (2005) editor
- A Draft of Light (2008), poemas
- Sonnets. From Dante to the present, Everyman's library pocket poets.